# گو لینشیان
گو لینشیان (انگلیسی: Guo Linxian؛ زادهٔ ۷ سپتامبر ۱۹۶۵) ژیمناست هنری اهل چین بود. وی در بازی‌های المپیک تابستانی ۱۹۸۸ شرکت کرده‌است.